# Bundesamt für Ausrüstung, Informationstechnik und Nutzung der Bundeswehr
Das Bundesamt für Ausrüstung, Informationstechnik und Nutzung der Bundeswehr (BAAINBw), inoffiziell in den Medien auch oft Beschaffungsamt der Bundeswehr genannt, untersteht dem Bundesministerium der Verteidigung und hat die Aufgabe, die bedarfs- bzw. forderungsgerechte Ausstattung der Bundeswehr mit moderner Technik und modernem Gerät zu wirtschaftlichen Bedingungen zu gewährleisten. Kernaufgaben sind die Entwicklung, Erprobung und Beschaffung von Wehrmaterial. Als Teil dieser zivilen Bundeswehrverwaltung obliegt ihm die Durchführung aller Rüstungsprojekte. Es hat seinen Sitz in Koblenz und wurde am 1. Oktober 2012 durch den Zusammenschluss des Bundesamtes für Wehrtechnik und Beschaffung und des Bundesamtes für Informationsmanagement und Informationstechnik der Bundeswehr gegründet.

## Geschichte
Durch die Verschmelzung des Bundesamtes für Wehrtechnik und Beschaffung (BWB) mit dem Bundesamt für Informationsmanagement und Informationstechnik der Bundeswehr (IT-AmtBw) und die Übernahme von Nutzungsaufgaben, die bisher in anderen Organisationsbereichen der Bundeswehr wahrgenommen wurden, trägt das BAAINBw die durchgängige Verantwortung für die Ausstattung der Bundeswehr, also von der Erarbeitung technischer Lösungsvorschläge über Realisierung und Nutzungssteuerung bis hin zur Aussonderung und Verwertung des Wehrmaterials. Das BAAINBw ist somit der zentrale technische Dienstleister der Bundeswehr und ein wichtiger öffentlicher Auftraggeber.
Der Bundesrechnungshof sah 2020 die Einsatzbereitschaft der Bundeswehr wegen des schlechten Gesamtzustand des Materials bedroht. Die reibungslose materielle Versorgung der im Jahr 2023 von Deutschland gestellten Brigade für die schnelle Eingreiftruppe der NATO hielt der Bundesrechnungshof für gefährdet.

## Aufgaben

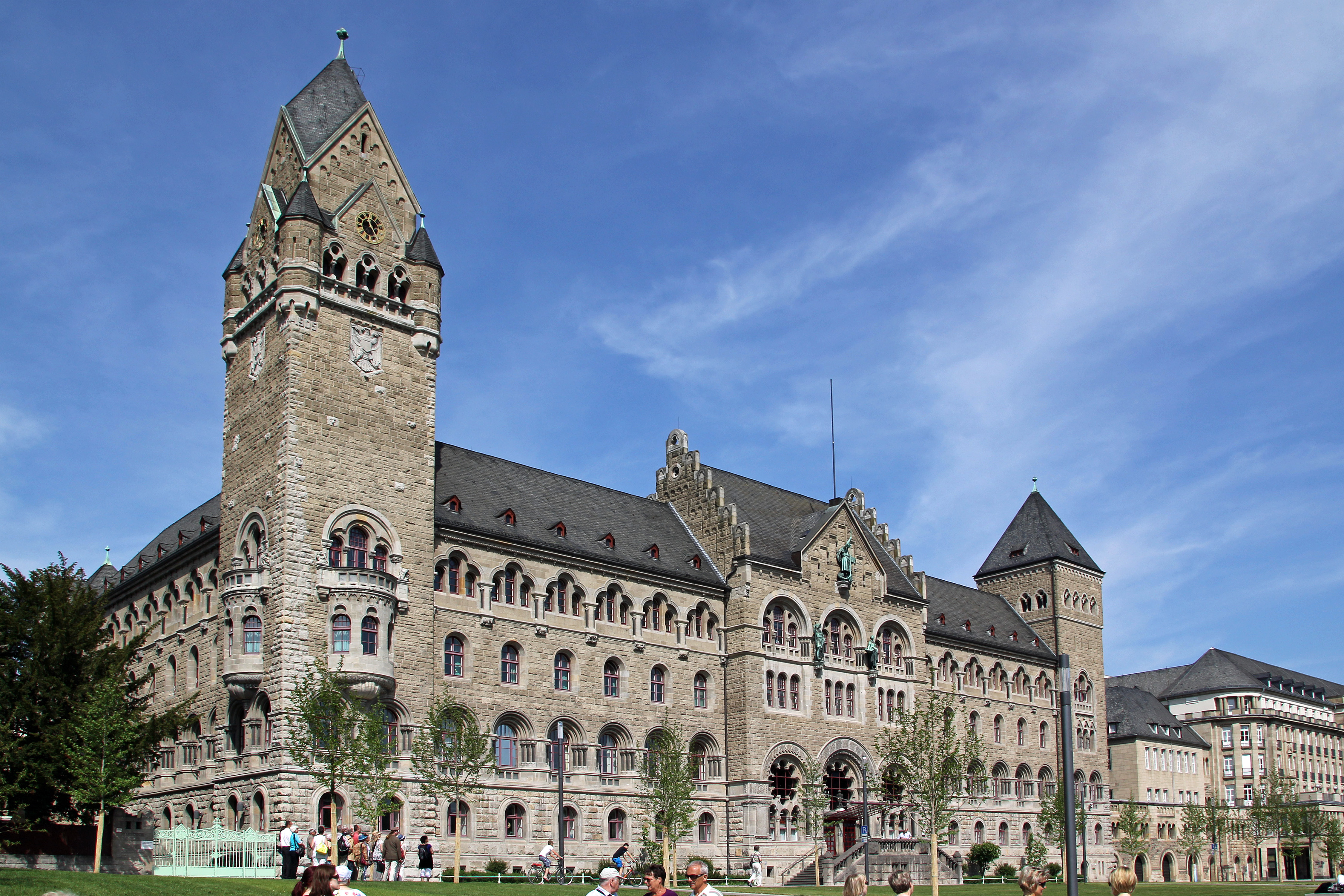
Ehemaliges preußisches Regierungsgebäude in den Rheinanlagen von Koblenz, Sitz der Leitung des BAAINBw

Der Zuständigkeitsbereich des BAAINBw reicht von Waffensystemen wie Panzern, Militärflugzeugen und Kriegsschiffen bis zu persönlichen Ausrüstungsartikeln der Soldaten wie Uniformen, Sturmgewehren, Gefechtshelmen und Feldflaschen. Zum anderen werden „Forschungs- und Technologieprojekte“ bearbeitet und das Wehrmaterial während der Nutzung technisch betreut. Diese Aufgaben werden teilweise in Eigenleistung erbracht, teilweise durch Vergabe an die Privatwirtschaft erfüllt. Das Amt trägt dabei die durchgängige Verantwortung von der Erarbeitung technischer Lösungsvorschläge über die Realisierung und Nutzungssteuerung bis hin zur Aussonderung und Verwertung von Wehrmaterial.
Als zentraler „Einkäufer“ der Bundeswehr ist das BAAINBw daher ein wichtiger öffentlicher Auftraggeber. Je nach Art des Vorhabens oder Projektes werden Verträge über Forschung, Entwicklung, Beschaffung oder auch Instandsetzung abgeschlossen, die ein jährliches Volumen von vier bis fünf Milliarden Euro erreichen.
Weitere Aufgabenbereiche sind u. a. die Verwertung ausgesonderten Wehrmaterials, die technische Auswertung fremden Wehrmaterials, Schadensuntersuchungen, Ausrüstungs- und Ausstattungshilfe für einige Nicht-NATO-Staaten sowie die Ausbildung der Beamten der technischen Laufbahnen für die gesamte Bundeswehr.
Die Aufgaben des Amtes sind im Customer Product Management Dokument mit Analysephase, Realisierungsphase und Nutzungsphase beschrieben. Zur Sicherstellung der Qualität können Qualitätsprüfungen in allen Phasen des Projektverlaufs eingesetzt werden (Quality Gates). Die Industrie kann in allen Phasen zur Unterstützung des Amtes hinzugezogen werden.
In der Realisierungsphase bereitet das Amt die Vergabe von Entwicklungs- und Beschaffungsverträge an die Industrie vor, führt das Vergabeverfahren durch und erteilt den Zuschlag. Hierzu wird die Industrie verpflichtet, die NATO-Qualitätssicherungsforderungen einzuhalten und Nachweisprüfungen vor der Abnahme durchzuführen.

## Gliederung
Das Bundesamt gliedert sich wie folgt:
Präsident, Vizepräsident und Vizepräsident (militärisch)
Mehrere Stabsstellen:
- Leitungsstab, Geschäftsführender Beamter/Geschäftsführende Beamtin BAAINBw (LS, GB)
- Fachkraft für Arbeitssicherheit (FAS)
- Ansprechperson für Korruptionsprävention (APK)
- Gleichstellungsbeauftragte zivil (GleiB ziv)
- Gleichstellungsbeauftragte militärisch (GleiB mil)
- Stab Digitalisierung (Stab Digit)
- Stab Betriebspsychologie (Stab BetrPsych)
- Stab Justiziariat (Stab J)

Abteilungen
- Kampf (K), Leitung: Oberst i. G. Stefan Wind[6]
- Luft (L)
- See (S)
- Land-Unterstützung (U)
- Informationstechnik (I)
- IT-Unterstützung (G)
- Komplexe Dienstleistungen/Einkauf (E)
- Technische, logistische und wirtschaftliche Querschnittsaufgaben (T)
- Zentrum für technisches Qualitätsmanagement (ZtQ)
- Zentrale Angelegenheiten (ZA)

Daneben gibt es Personal- und Schwerbehindertenvertretungen auf örtlicher, Bezirks- und Gesamtebene, die ausländischen Verbindungsstellen beim BAAINBw sowie die Wehrtechnische Beratergruppe.

## Liegenschaften und Personal
Die Behördenleitung ist in der Rheinliegenschaft in Koblenz, dem ehemaligen Sitz des Oberpräsidenten der preußischen Regierung der Rheinprovinz und des Hauptsteueramtes, untergebracht. Weitere Liegenschaften sind unter anderem in Koblenz-Rauental, in Lahnstein (Rittersturz-Kaserne) und in Bonn (Abteilung G).
Das Bundesamt hat 6800 Dienstposten, davon 1700 militärische, sowie 4600 Dienstposten im nachgeordneten Bereich. Im Amt sind 2200 Dienstposten unbesetzt, davon 280 militärische. 180 externe Unternehmensberater arbeiten im BAAINBw (Stand: September 2019). Bis 2022 werden altersbedingt 1000 Mitarbeiter das Bundesamt verlassen. Die größten Personalgewinnungsschwierigkeiten bestehen bei Ingenieuren, Juristen und Wirtschaftswissenschaftlern.

## Verratsfall 2023
Der Generalbundesanwalt beim Bundesgerichtshof ließ am 9. August 2023 in Koblenz einen in der Behörde tätigen Offizier im Rang eines Hauptmanns wegen Spionage für Russland festnehmen; ein Ermittlungsrichter des Bundesgerichtshofes erließ einen entsprechenden Haftbefehl. Nach Informationen des Tagesspiegels soll der Festgenommene intern bereits wegen seiner Sympathie für die AfD und deren Russlandpolitik aufgefallen sein. Das Verfahren wegen geheimdienstlicher Agententätigkeit und des Verrats von Dienstgeheimnissen (§ 99, § 353b StGB) wurde vor dem Oberlandesgericht Düsseldorf geführt und endete am 27. Mai 2024 nach einem Geständnis des Angeklagten mit der Verurteilung zu dreieinhalb Jahren Haft. Der Angeklagte hatte ca. 1400 Seiten Material, das als Verschlusssache eingestuft war, auf CD gebrannt und vergeblich der Russischen Botschaft in Berlin sowie dem Konsulat in Bonn angeboten.

## Leitung
| Nr. | Name                  | von             | bis            |
| --- | --------------------- | --------------- | -------------- |
| 3   | Annette Lehnigk-Emden | 27. Apr. 2023   | –              |
| 2   | Gabriele Korb         | 1. Mai 2018     | 15. April 2023 |
| 1   | Harald Stein          | 1. Oktober 2012 | 30. April 2018 |

Das Amt des Präsidenten ist in Besoldungsgruppe B 9 der Besoldungsordnung B eingruppiert.
| Nr. | Name                            | von             | bis               |
| --- | ------------------------------- | --------------- | ----------------- |
| 3   | Generalmajor Thorsten Puschmann | 1. Januar 2022  |                   |
| 2   | Generalmajor Gert Nultsch       | 1. Juni 2018    | 31. Dezember 2021 |
| 1   | Generalmajor Klaus Veit         | 1. Oktober 2012 | 31. Mai 2018      |

| Nr. | Name                  | von             | bis           |
| --- | --------------------- | --------------- | ------------- |
| 3   | Ralph Herzog          | 1. August 2023  |               |
| 2   | Annette Lehnigk-Emden | 1. August 2019  | 26. Apr. 2023 |
| 1   | Armin Schmidt-Franke  | 1. Oktober 2012 | 31. Juli 2019 |

## Wappen
Der Hintergrund ist das rote Kreuz auf weißem Grund. Hierbei handelt es sich um das Trierer Kreuz oder auch Georgskreuz, es symbolisiert die Zugehörigkeit zum Standort Koblenz und Lahnstein. Im Zentrum des Wappens steht das Logo der Abteilung AIN im Bundesministerium der Verteidigung. Es besteht aus:
- einem halben Zahnrad, das für Ausrüstung steht,
- einem technisch dargestellten Bundesadler, als Zeichen der Zugehörigkeit zur Bundesrepublik Deutschland und
- einem Eisernen Kreuz, als Zeichen der Zugehörigkeit zur Bundeswehr.

## Dienststellen
Im Geschäftsbereich des BAAINBw sind folgende nachgeordnete Behörden tätig::
- sechs wehrtechnische Dienststellen (WTD) der Bundeswehr:
  - Wehrtechnische Dienststelle für landgebundene Fahrzeugsysteme, Pionier- und Truppentechnik (WTD 41), Trier
  - Wehrtechnische Dienststelle für Schutz- und Sondertechnik (WTD 52), Schneizlreuth (Oberjettenberg)
  - Wehrtechnische Dienststelle für Luftfahrzeuge und Luftfahrtgerät der Bundeswehr (WTD 61), Manching
  - Wehrtechnische Dienststelle für Schiffe und Marinewaffen, Maritime Technologie und Forschung (WTD 71), Eckernförde
  - Wehrtechnische Dienststelle für Informationstechnologie und Elektronik (WTD 81), Greding
  - Wehrtechnische Dienststelle für Waffen und Munition (WTD 91), Meppen
- zwei wehrwissenschaftliche Dienststellen:
  - Wehrwissenschaftliches Institut für Schutztechnologien – ABC-Schutz, Munster
  - Wehrwissenschaftliches Institut für Werk- und Betriebsstoffe, Erding
- Marinearsenal (MArs), Wilhelmshaven
  - Marinearsenal Technischer Systemservice (MArs TSS) in Wilhelmshaven
  - Marinearsenalbetrieb Wilhelmshaven (MArsBtrb Wilhelmshaven)
  - Marinearsenalbetrieb Kiel (MArsBtrb Kiel)
    - Marinearsenal Arsenalbetrieb Kiel Außenstelle Warnemünde (MArsBetr Kiel ASt Warnemünde)
- Deutsche Verbindungsstelle des Rüstungsbereiches USA/Kanada (DtVStRü USA/CAN) in Reston (Vereinigte Staaten)

Die DtVStRü USA/CAN vertritt die wehrtechnischen und rüstungswirtschaftlichen Interessen gegenüber amerikanischen und kanadischen Stellen des Amts- und Industriebereichs.
Ferner gehören zum Geschäftsbereich auch:
- Güteprüfstellen in Berlin, Bremen, Donauwörth, Dresden, Düsseldorf, Emden, Freiburg, Freisen, Hamburg, Heidelberg, Immenstaad, Kassel, Kiel, Koblenz, Köln, London, Lübeck, Maintal, Manching, München, Nürnberg, Oberndorf, Ottobrunn, Ulm, Unterlüß, Unterschleißheim
- Wehrtechnische Studiensammlung Koblenz (Teil des BAAINBw)

## Ehemalige nachgeordnete Dienststellen
- Wehrtechnische Dienststelle für Pionier- und Truppengerät (WTD 51) in Koblenz (zum 1. Januar 2013 aufgelöst und als Außenstelle Koblenz der WTD 41 angegliedert)[15]
- Zentrum für Informationstechnik der Bundeswehr (IT-ZentrumBw) in Euskirchen (bis 31. März 2017)[16]